# 2009 في إيران
فيما يلي قوائم الأحداث التي وقعت خلال عام 2009 في إيران.

## أحداث
- 15 يوليو – خطوط كاسبيان الجوية الرحلة 7908
- 12 يونيو – انتخابات إيران الرئاسية 2009
- 9 فبراير – تأسیس بنك الشّهر

## أفلام
من الأفلام التي صدرت هذه السنة في إيران:
- 7 فبراير – بخصوص إيلي من إخراج أصغر فرهادي.

## مواليد

### يناير
- 1 يناير – كيانا النيسابورية

## وفيات

### يناير
- 1 يناير – سهراب عرابي (مواليد 1990)
- 30 يناير – صفر ايرانباك (مواليد 1947) لاعب كرة قدم إيراني.

### مارس
- 21 مارس – خديجة ثقفي (مواليد 1913)

### مايو
- 17 مايو – محمد تقي بهجت الفومني (مواليد 1913)

### يوليو
- 1 يوليو – محسن روح ‌الاميني (مواليد 1984)
- 9 يوليو – مهدي آذر اليزدي (مواليد 1921) كاتب قصصي وشاعر إيراني.
- 16 يوليو – إسماعيل فصيح (مواليد 1935)

### سبتمبر
- 21 سبتمبر – برويز مشكاتيان (مواليد 1955) موسيقي إيراني.

### ديسمبر
- 20 ديسمبر – حسين علي المنتظري (مواليد 1922)